# 오카강 (시베리아)

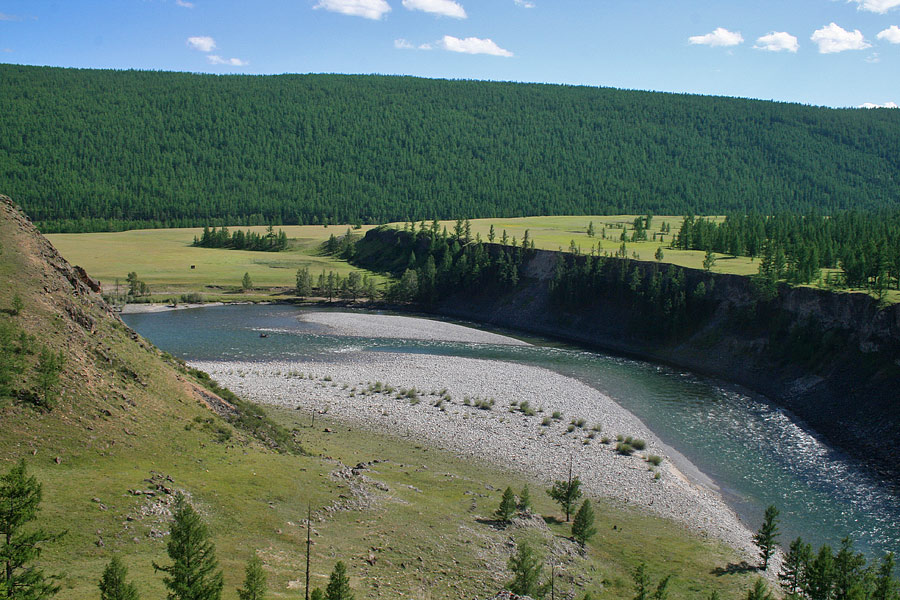

오카강(러시아어: Ока, 부랴트어: Аха, 영어: Oka River)은 러시아의 시베리아를 흐르는 강으로, 안가라강의 지류이다.